# Съседската къща
Съседската къща (на испански: La Casa de al lado) е испаноезична теленовела, римейк на чилийската теленовела „Съседското семейство“ (на испански: La familia de al lado). Това е продукция на Телемундо и е създадена в САЩ през 2011 г. Излъчва се по канал Телемундо от 31 май, 2011 г. - 23 януари, 2012 г.

## История
Семейство Конде Спенсър имат всичко пари, власт, прекрасен живот и три деца: Игнасия (Катрин Сиачоке), Карола (Химена Дуке) и Емилио (Елмер Валенсуела). Тази хармония се променя когато Игнасия се омъжва за Гонсало Ибаньес (Габриел Порас). Той разбира, че братът – близнак на Адолфо (Давид Чокаро) - първият съпруг на Игнасия, починал при странни обстоятелства, живее в къщата. Неговата смърт превръща всеки един член от семейството в заподозрян, въпреки че само един от тях е виновникът. Гонсало започва разследване с което си навлича неприязън от страна на семейството си. Междувременно той поддържа връзка с Пилар (Марица Родригес) - негова съседка и жена на Хавиер (Мигел Варони), който е адвокат и съдружник на Ренато Конде (Даниел Луго). Тази връзка, за която всички го упрекват става все по-силна и объркваща с времето. Двамата започват да разкриват малко по малко тайните, които променят целия им живот.

## Актьори
- Марица Родригес (Maritza Rodriguez) – Пилар Арисменди
- Катрин Сиачоке (Katherine Siachoque) – Игнасия Конде
- Габриел Порас (Gabriel Porras) – Гонсало Ибаньес
- Мигел Варони (Miquel Varoni) – Хавиер Руис
- Давид Чокаро (David Chocarro) – Леонардо/Адолфо Акоста
- Даниел Луго (Daniel Lugo) – Ренато Конде
- Росалинда Родригес (Rosalinda Rodríguez) – Карен Ортега
- Химена Дуке (Ximena Duque) – Карола Конде
- Андрес Котрино (Andres Cotrino) – Диего Руис
- Карла Монрой (Karla Monroig) – Ребека Арисменди
- Елмер Валенсуела (Elmer Valenzuela) – Емилио Конде
- Фелисия Меркадо (Felicia Merkado) – Ева Спенсър
- Хорхе Луис Пила (Jorge Luis Pila) – Матияс Санта Мария Уртадо
- Анхелика Мария (Angelica Maria) – Сесилия Арисменди
- София Лама (Sofía Lama) – Илда Гонсалес
- Ектор Фуентес (Héctor Fuentes) – Нибалдо Гонсалес
- Вивиан Руис (Vivian Ruiz) – Йоланда Санчес
- Хенри Зака (Henry Zakka) – Игор Мора
- Алехандра Помалес (Alexandra Pomales) – Андреа Руис
- Орландо Фундичели (Orlando Fundichely) – Себастиян Андраде

## Награди
Premios tu mundo (2012)
| Категория                           | Номинация                                                | Резултат  |
| ----------------------------------- | -------------------------------------------------------- | --------- |
| Теленовела на годината              | Съседската къща                                          | номиниран |
| Любим главен герой                  | Габриел Порас                                            | номиниран |
| Любима главна героиня               | Марица Родригес                                          | победител |
| Любима главна героиня               | Катрин Сиачоке                                           | номиниран |
| Най-добър злодей                    | Давид Чокаро Мигел Варони                                | номиниран |
| Най-добра злодейка                  | Марица Родригес                                          | номиниран |
| Най-добра актриса в поддържаща роля | Росалинда Родригес                                       | номиниран |
| Най-добър актьор в поддържаща роля  | Елмер Валенсуела                                         | номиниран |
| Перфектната двойка                  | Карла Монрой и Хорхе Луис Пила                           | номиниран |
| Най-добра целувка                   | Химена Дуке и Давид Чокаро Катрин Сиачоке и Мигел Варони | номиниран |
| Най-добър млад актьор               | Андрес Котрино                                           | номиниран |
| Най-добър саундтрак                 | La casa de al lado (инструментал)                        | номиниран |